# Campionato europeo F.I.S.A. di Subbuteo 1992 - Categoria seniores
Il "4th F.I.S.A. European Championships" di Subbuteo (calcio da tavolo) di Amburgo in Germania.
Fasi di qualificazione ed eliminazione diretta della categoria seniores.
Per la classifica finale vedi Classifica.
Per le qualificazioni delle altre categorie:
- Juniores

## Primo turno

### Girone 1
- Diego Venegas  -  Leonidas Papamihail 1-0
- Patrick De Jong  -  Horst Deimel 1-1
- Leonidas Papamihail  -  Patrick De Jong 2-2
- Diego Venegas  -  Patrick De Jong 0-0
- Horst Deimel  -  Ole Madsen 4-0
- Leonidas Papamihail  -  Horst Deimel 2-1
- Patrick De Jong  -  Ole Madsen 4-0
- Horst Deimel  -  Diego Venegas 3-2
- Leonidas Papamihail  -  Ole Madsen 3-0
- Diego Venegas  -  Ole Madsen 5-0

### Girone 2
- Dominique Demarco  -  Christophe Fuseau 0-0
- Brian Lomas  -  E. Nolan 1-0
- Dominique Demarco  -  Brian Lomas 1-0
- Christophe Fuseau  -  Brian Lomas 0-0
- E. Nolan  -  Marco Mallia 1-0
- Dominique Demarco  -  E. Nolan 0-0
- Christophe Fuseau  -  E. Nolan 3-1
- Marco Mallia  -  Brian Lomas 2-1
- Dominique Demarco  -  Marco Mallia 2-0
- Christophe Fuseau  -  Marco Mallia 2-0

### Girone 3
- Mario Baglietto  -  Seppo H. Paakkinen 1-0
- Paulo Sobral  -  Felix Gübeli 5-2
- Mario Baglietto  -  A. Crisp 1-0
- Seppo H. Paakkinen  -  Paulo Sobral 1-1
- A. Crisp  -  Felix Gübeli 3-1
- Mario Baglietto  -  Paulo Sobral 1-1
- Seppo H. Paakkinen  -  Felix Gübeli 2-2
- Paulo Sobral  -  A. Crisp 4-1
- Mario Baglietto  -  Felix Gübeli 1-1
- A. Crisp  -  Seppo H. Paakkinen 2-0

### Girone 4
- Greg Dand  -  Markus Lindner 1-0
- Knut Sagafos  -  G. Christoforoy 3-0
- Greg Dand  -  Laurence Cummings 1-0
- David Matthews  -  Markus Lindner 2-1
- Knut Sagafos  -  Laurence Cummings 0-0
- Greg Dand  -  Knut Sagafos 0-0
- David Matthews  -  G. Christoforoy 2-0
- Laurence Cummings  -  Markus Lindner 1-0
- G. Christoforoy  -  Laurence Cummings 0-0
- Markus Lindner  -  Knut Sagafos 3-1
- Greg Dand  -  G. Christoforoy 2-2
- David Matthews  -  Knut Sagafos 1-1
- David Matthews  -  Laurence Cummings 2-0
- Markus Lindner  -  G. Christoforoy 2-0
- David Matthews  -  Greg Dand 1-1

## Quarti di Finale
- Mario Baglietto  -  Diego Venegas 2-1
- Paulo Sobral  -  Horst Deimel 2-1 d.t.s.
- Christophe Fuseau  -  David Matthews 4-0
- Dominique Demarco  -  Greg Dand 3-2

## Semifinali
- Mario Baglietto  -  Dominique Demarco 0-4
- Christophe Fuseau  -  Paulo Sobral 1-4

## Finale 3º/4º posto
- Christophe Fuseau  -  Mario Baglietto 2-1

## Finale 1º/2º posto
- Paulo Sobral  -  Dominique Demarco 3-2